# JSON
JavaScript Object Notation, JSON (wym. [ˈdʒeɪsən]) – lekki format wymiany danych komputerowych. JSON jest formatem tekstowym, bazującym na podzbiorze języka JavaScript. Typ MIME dla formatu JSON to application/json. Format został opisany w dokumentach RFC 4627 ↓, ISO/IEC 21778:2017 oraz ECMA-404.
Pomimo nazwy, JSON jest formatem niezależnym od konkretnego języka. Wiele języków programowania obsługuje ten format danych przez dodatkowe pakiety bądź biblioteki. Wśród nich są ActionScript, C, C++, C#, ColdFusion, E, Java, JavaScript, ML, Objective CAML, Perl, PHP, Python, R, REBOL oraz Ruby.

## Składnia
Komunikat JSON jest literałem obiektu języka Javascript, który w tym języku jest tablicą asocjacyjną. Wszystkie dane są zmiennymi (nie stanowią kodu wykonywalnego), a nazwy składników (właściwości) obiektów są otoczone cudzysłowami. Wartości mogą być typu string (napis otoczony cudzysłowem), number (liczba typu double), stanowić jedną ze stałych: false null true, być tablicą złożoną z takich elementów lub obiektem. Obiekty i tablice mogą być dowolnie zagnieżdżane. Cały komunikat jest kodowany w unikodzie i domyślnie jest to UTF-8.

### Przykład
```
{

  
"menu"
:
 
{

    
"id"
:
 
"file"
,

    
"value"
:
 
"File"
,

    
"popup"
:
 
{

      
"menuitem"
:
 
[

        
{
"value"
:
 
"New"
,
 
"onclick"
:
 
"CreateNewDoc()"
},

        
{
"value"
:
 
"Open"
,
 
"onclick"
:
 
"OpenDoc()"
},

        
{
"value"
:
 
"Close"
,
 
"onclick"
:
 
"CloseDoc()"
}

      
]

    
}

  
}

}

```

Powyższe dane zapisane w YAML-u:
```
menu
:

  
id
:
 
file

  
popup
:

    
menuitem
:

    
-
 
onclick
:
 
CreateNewDoc()

      
value
:
 
New

    
-
 
onclick
:
 
OpenDoc()

      
value
:
 
Open

    
-
 
onclick
:
 
CloseDoc()

      
value
:
 
Close

  
value
:
 
File

```

Powyższe dane zapisane w XML-u:
```
 
<menu
 
id=
"file"
 
value=
"File"
>

   
<popup>

     
<menuitem
 
value=
"New"
 
onclick=
"CreateNewDoc()"
 
/>

     
<menuitem
 
value=
"Open"
 
onclick=
"OpenDoc()"
 
/>

     
<menuitem
 
value=
"Close"
 
onclick=
"CloseDoc()"
 
/>

   
</popup>

 
</menu>

```

## Wykorzystanie
JSON jest jednym z nieformalnych sposobów przekazywania danych do aplikacji opartych na AJAX. W typowych przypadkach dane w formacie JSON są pobierane z serwera jako tekst przy wykorzystaniu obiektu XMLHttpRequest języka JavaScript, a następnie przekształcane w obiekt. Tekst powinien być kodowany za pomocą UTF-8, który jest w JSON domyślny.
```
 
var
 
http_request
 
=
 
new
 
XMLHttpRequest
();

 
var
 
url
 
=
 
"http://serwer.pl/to/jest/tylko/test"
;
 
// adres z danymi w formacie JSON

 
// pobierz dane w formacie JSON z serwera

 
http_request
.
onreadystatechange
 
=
 
handle_json
;

 
http_request
.
open
(
"GET"
,
 
url
);

 
http_request
.
send
(
null
);

 
function
 
handle_json
()
 
{

        
if
 
(
http_request
.
readyState
 
==
 
4
)
 
{

                
if
 
(
http_request
.
status
 
==
 
200
)
 
{

                        
var
 
json_data
 
=
 
http_request
.
responseText
;
 
// pobranie tekstu

                        
var
 
the_object
 
=
 
JSON
.
parse
(
json_data
);
 
// zamiana tekstu na obiekt JSON

                
}
 
else
 
{

                        
alert
(
'Wystąpił problem z wybranym adresem URL.'
);

                
}

                
http_request
 
=
 
null
;

        
}

 
}

```

Powyższy kod jest znacząco uproszczony. Wykorzystany w tym przykładzie obiekt XMLHttpRequest nie jest dostępny we wszystkich przeglądarkach. W normalnych warunkach używa się dodatkowych funkcji lub metod przejściowych.

## Porównanie z XML-em i innymi językami znaczników
Dostęp do danych w formacie JSON jest bardziej naturalny z poziomu języka JavaScript niż dostęp do tych samych danych w formacie XML, ponieważ JSON stanowi składniowy podzbiór języka JavaScript. Wbrew podobieństwu w nazwie, nie jest już jednak tak naturalny dla Javy i wymaga stosowania specjalnych bibliotek.
XML był początkowo jedynym językiem w usługach sieciowych, a więc dominującym przy sformalizowanej wymianie danych. Jednak w nowszych wersjach standardów dopuszczana jest także wymiana danych za pomocą JSON-a (np. w REST).
XML może być łatwiejszy przy czytaniu dowolnego fragmentu dokumentu – ze względu na nazwę znacznika widoczną także w końcowym znaczniku. Jednak z tego samego względu XML w praktyce zajmuje znacząco więcej miejsca niż analogiczny obiekt przesyłany za pomocą formatu JSON. Ilość przesyłanych danych jest z kolei szczególnie istotna w związku z dużą popularnością urządzeń mobilnych (w szczególności smartfonów).
YAML jest również językiem serializacji danych i stanowi nadzbiór języka JSON. JSON jest od niego jednak łatwiejszy do analizowania składni.

## JSON.parse i bezpieczeństwo danych w przeglądarkach
Analiza składniowa (ang. parsing) danych w formacie JSON w JavaScript jest możliwe poprzez funkcję JSON.parse() lub eval(). Bezpieczniejsza jest jednak funkcja JSON.parse(). Zagrożenie polega na tym, że funkcja eval() powoduje wykonanie dowolnego kodu, czyli także takiego, który może być dowolnym poleceniem JavaScript, także złośliwym. Funkcja JSON.parse() nie jest na to wrażliwa, ponieważ sprawdza, czy analizowany ciąg znaków jest prawidłowy i tylko wtedy przekształca go na obiekt danych.
Należy zwrócić przy tym uwagę, że funkcja JSON.parse() wprowadzona została dopiero wraz z piątą wersją standardu ECMAScript i jest niedostępna w niektórych, starszych przeglądarkach internetowych. Dla takich przeglądarek jak np. Internet Explorer 7 oraz 6 można jednak użyć zastępników.